# اچ‌ام‌اس موث (۱۹۱۵)
اچ‌ام‌اس موث (۱۹۱۵) (به انگلیسی: HMS Moth (1915)) یک کشتی بود که طول آن ۷۲٫۴۰ متر (۲۳۷ فوت ۶ اینچ) بود. این کشتی در سال ۱۹۱۵ ساخته شد.